# Hunt Emerson

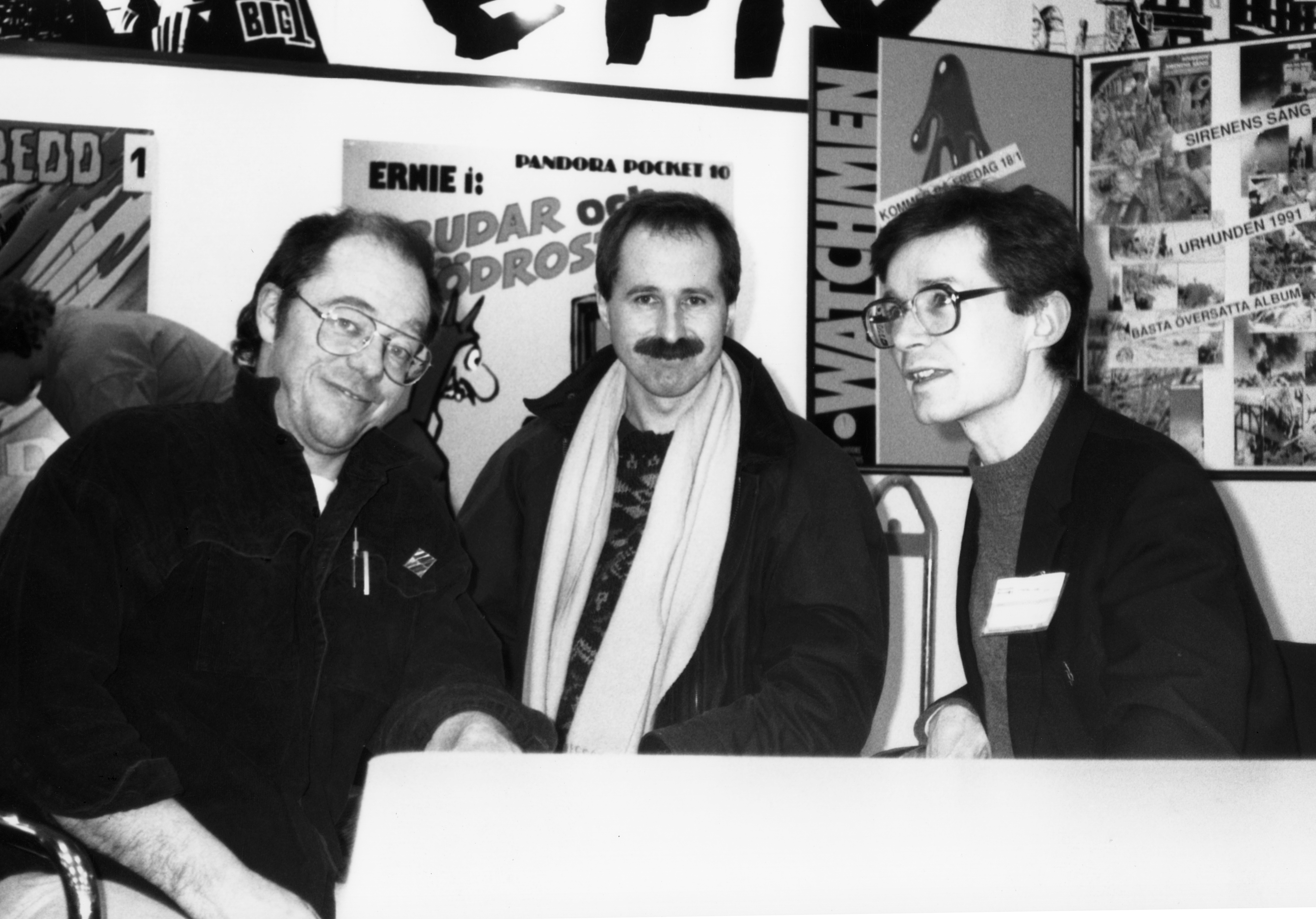
Hunt Emerson, Brian Bolland e Paul Gravett na Serie-Expo -91.

Hunt Emerson (n. 28 de Janeiro de 1952) é um desenhador de banda desenhada do Reino Unido. Ganhou diversos prêmios e, em 2000, foi escolhido para participar da mostra “Les Maîtres de la Bande Dessinée Européenne”, patrocinada pela Bibliothèque Nacionale de France e pela CNBDI, Angoulème.